# Xorides lambei
Xorides lambei är en stekelart som först beskrevs av Anton Handlirsch 1911.  Xorides lambei ingår i släktet Xorides och familjen brokparasitsteklar. Inga underarter finns listade i Catalogue of Life.